# Milan Kremel
Milan Kremel (* 24. ledna 1945 Valašské Meziříčí) je bývalý český jezdec enduro závodů a jezdec motokrosu.

## Život
Narodil se do rodiny Kremlových, kteří vlastnili obchod s motocykly, automobily a jízdními koly. V mládí se věnoval atletice a akrobacii na motorce. V roce 1971 se oženil s Josefou Rudolfovou a ve stejný rok se jim narodil syn Martin Kremel a poté o tři roky později Marcela Kremelová. Martin pokračoval v ježdění endura. Během jednoho z jeho posledních závodů v roce 1994 ve Vranově nad Dyjí si zlomil nohu a následně začal přemýšlet o konci kariéry.

## Filmy a zajímavosti

### Filmy
- Rok má šest dní - Tv film (1976)
- Považské strojárne v roku 1979 - Tv reportáž (1979)

### Zajímavosti
•Ve filmu Probudím se včera fotka motorkáře u Petrovy postele je Milan Kremel.
•Objevuje se také v knize Športové motocykle Tatran od Zdena Metzkery

## Závodní kariéra
V roce 1973 získal s Jawou druhé místo v mistrovství Evropy v enduru ve třídě do 100 cm³. V roce 1978 v USA a v roce 1979 ve Švédsku získal při Mezinárodních motocyklový šestidenních s týmem Považských strojíren zlaté medaile. Byl devětkrát mistrem republiky v enduru ve třídě do 125 cm³. Jedním z jeho největších úspěchů bylo, když v roce 1974 získal tituly mistr sportu a zasloužilý mistr sportu.

## Medaile a ocenění
- Mistr SSR(1972)
- Mistr ČSSR(1974)
- Mistr ČSSR(1979)
- Mistr sportu (1974)
- Zasloužilý mistr sportu (1974)